# Konformizam
Konformizam je promjena ponašanja i uvjerenja prema grupi kao posljedica stvarnog ili zamišljenog pritiska grupe. Događa se kad se ljudi nađu u dvosmislenim ili novim situacijama i može se lako objasniti informacijskim utjecajem – drugi ljudi pružaju informacije o prikladnom ili očekivanom ponašanju.
Konformizam se sastoji u nekritičnom stavu o zlu, u cilju da budemo društveno prihvaćeni od grupe s kojom se poistovjećujemo, pa čak i kad ona nema ispravne stavove.